# Soulcalibur IV
Soulcalibur IV – piąta część serii gier konsolowych wydawanych przez firmę Namco Bandai należących do gatunku bijatyk. Została wydana na konsole PlayStation 3 i Xbox 360 29 lipca 2008 w Ameryce Północnej, 31 lipca 2008 w Japonii, Europie i Australii, natomiast 1 sierpnia 2008 w Wielkiej Brytanii i Nowej Zelandii.

## Rozgrywka

### Tryby gry
W grze są cztery podstawowe tryby z serii, czyli Story, Museum, Arcade i Trening. Nową możliwością jest zagranie Tower of Lost Souls (z pol. Wieża Zagubionych Dusz), który polega na przechodzeniu przez gracza kolejnych pięter wieży i mierzenie się z kolejnymi (czasem kilkoma na jednym piętrze) przeciwnikami. Po zwycięstwie dostaje się dostęp do kolejnego piętra, a także nowe przedmioty, które można odblokować za szczególne osiągnięcia.

### Rozgrywka online
Po raz pierwszy w serii, twórcy zaoferowali graczom możliwość zmierzenia się z innymi za pośrednictwem internetu. W walkach z żywymi przeciwnikami można grać Standard VS, czyli normalny pojedynek, a także Special VS, czyli walkę, w której wykorzystywane są specjalne zdolności broni i bonusy, które daje ona postaciom stworzonym przez graczy za pomocą edytora. W obu trybach jednak można korzystać ze stworzonych przez siebie postaci.

### Używanie Mocy
Postacie zaczerpnięte z Gwiezdnych wojen posługują się Mocą. Yoda dzięki niej potrafi wyskakiwać na duże wysokości i atakować serią ciosów w powietrzu. The Apprentice może korzystać z błyskawic i innych umiejętności ciemnej strony. Darth Vader wykorzystuje pchnięcie mocą (z ang. Force Push) i inne podobne techniki opierające się na Mocy. Korzystanie z tych umiejętności wykorzystuje specjalny pasek Mocy (z ang. Force Meter), który (kiedy nie jest używany) sam się regeneruje. Jeśli zostanie wyczerpany do końca gracz traci chwilowo kontrolę nad postacią. W przypadku Yody i The Apprentice’a objawia się to oznakami zmęczenia, natomiast u Dartha Vadera wadliwym działaniem jego zbroi.

### Soul Gauge i Critical Finish
Soulcalibur IV oferuje graczom całkiem nowy system krytycznych wykończeń walki (z ang. Critical Finish). Obok paska życia postaci znajduje się kamień eprezentujący tzw. „Soul Gauge”. Zmienia on kolor kiedy gracz blokuje ataki przeciwnika. Kamień zmienia się natychmiast z niebieskiego w zielony, a po pewnym czasie w czerwony i zaczyna świecić. Soul Gauge postaci zregeneruje się jeśli gracz zacznia trafiać przeciwnika (niezależnie czy ten się blokuje). Kiedy gracz wyczerpie Soul Gauge przeciwnika będzie miał krótką szansę na zadanie krytycznego ciosu, który natychmiast zakończy walkę na jego korzyść. Można to osiągnąć tylko przez chwilę po zniszczeniu pancerza lub przełamaniu bloku przeciwnika. Wokół postaci, która wytraciła swój Soul Gauge pojawią się czerwone błyskawice, wtedy należy wcisnąć cztery przyciski na górze pada, aby zastosować Critical Finish. Każda postać ma swój, niepowtarzalny ruch kończący pojedynek, przedstawiony w formie animacji.